# Хорхе Лосано
Хорхе Лосано (ісп. Jorge Lozano; нар. 17 травня 1963) — колишній мексиканський тенісист.
Найвищу одиночну позицію світового рейтингу — 51 місце досяг 12 вересня 1988, парну — 4 місце — 22 серпня 1988 року.
Здобув 9 парних титулів.
Перемагав на турнірах Великого шолома в змішаному парному розряді.
Завершив кар'єру 1994 року.

## Фінали турнірів Великого шолома

### Мікст: (2 перемоги)
| Результат | Рік  | Турнір                      | Покриття | Партнер               | Суперники                           | Рахунок  |
| --------- | ---- | --------------------------- | -------- | --------------------- | ----------------------------------- | -------- |
| Перемога  | 1988 | Відкритий чемпіонат Франції | Ґрунт    | Лорі Макніл           | Бренда Шульц-Маккарті Міхіл Схаперс | 7–5, 6–2 |
| Перемога  | 1990 | Відкритий чемпіонат Франції | Ґрунт    | Аранча Санчес Вікаріо | Ніколь Брадтке Дані Віссер          | 7–6, 7–6 |

## Фінали за кар'єру

### Парний розряд (9–13)
| Результат | Ранг | Дата     | Турнір                           | Покриття  | Партнер            | Суперники                           | Рахунок       |
| --------- | ---- | -------- | -------------------------------- | --------- | ------------------ | ----------------------------------- | ------------- |
| Поразка   | 1.   | Лис 1987 | Ітапарика, Бразилія              | Тверде    | Дієго Перес        | Серхіо Касаль Еміліо Санчес Вікаріо | 2–6, 2–6      |
| Поразка   | 2.   | Бер 1988 | Індіан-Веллс, США                | Тверде    | Тодд Вітскен       | Борис Бекер Гі Форже                | 4–6, 4–6      |
| Поразка   | 3.   | Тра 1988 | Чарлстон, США                    | Ґрунт     | Тодд Вітскен       | Пітер Олдріч Дані Віссер            | 6–7, 3–6      |
| Перемога  | 1.   | Тра 1988 | Форест-Гіллс, США                | Ґрунт     | Тодд Вітскен       | Пітер Олдріч Дані Віссер            | 6–3, 7–6      |
| Перемога  | 2.   | Тра 1988 | Рим, Італія                      | Ґрунт     | Тодд Вітскен       | Андерс Яррід Томаш Шмід             | 6–3, 6–3      |
| Перемога  | 3.   | Лип 1988 | Бостон, США                      | Ґрунт     | Тодд Вітскен       | Бруно Орешар Хайме Їсага            | 6–2, 7–5      |
| Поразка   | 4.   | Лип 1988 | Washington Open, США             | Тверде    | Тодд Вітскен       | Рік Ліч Джим П'ю                    | 3–6, 7–6, 2–6 |
| Перемога  | 4.   | Лип 1988 | Страттон Маунтін, США            | Тверде    | Тодд Вітскен       | Пітер Олдріч Дані Віссер            | 6–3, 7–6      |
| Поразка   | 5.   | Лис 1988 | Ітапарика, Бразилія              | Тверде    | Тодд Вітскен       | Серхіо Касаль Еміліо Санчес Вікаріо | 6–7, 6–7      |
| Перемога  | 5.   | Кві 1989 | Ріо-де-Жанейро, Бразилія         | Килим     | Тодд Вітскен       | Патрік Макінрой Тім Вілкінсон       | 2–6, 6–4, 6–4 |
| Перемога  | 6.   | Лис 1989 | Стокгольм, Швеція                | Килим     | Тодд Вітскен       | Рік Ліч Джим П'ю                    | 6–3, 5–7, 6–3 |
| Поразка   | 6.   | Лис 1989 | Ітапарика, Бразилія              | Тверде    | Тодд Вітскен       | Рік Ліч Джим П'ю                    | 2–6, 6–7      |
| Поразка   | 7.   | Лип 1990 | Вашингтон, США                   | Тверде    | Тодд Вітскен       | Грант Коннелл Гленн Мічібата        | 3–6, 7–6, 2–6 |
| Поразка   | 8.   | Жов 1990 | Відень, Австрія                  | Килим (i) | Тодд Вітскен       | Удо Ріглевскі Міхаель Штіх          | 4–6, 4–6      |
| Перемога  | 7.   | Лют 1990 | Роттердам, Нідерланди            | Килим     | Леонардо Лаваль    | Дієго Наргісо Ніколас Перейра       | 6–3, 7–6      |
| Поразка   | 9.   | Лис 1991 | Сан-Паулу, Бразилія              | Тверде    | Кассіу Мотта       | Андрес Гомес Жайме Онсінс           | 5–7, 4–6      |
| Перемога  | 8.   | Бер 1992 | Касабланка, Марокко              | Ґрунт     | Орасіо де ла Пенья | Гірт Дзелде Т. Дж. Міддлтон         | 2–6, 6–4, 7–6 |
| Поразка   | 10.  | Лют 1993 | Abierto Mexicano TELCEL, Мексика | Ґрунт     | Орасіо де ла Пенья | Леонардо Лаваль Жайме Онсінс        | 6–7, 4–6      |
| Поразка   | 11.  | Сер 1993 | Прага, Чехія                     | Ґрунт     | Жайме Онсінс       | Гендрік Ян Давідс Лібор Пімек       | 3–6, 6–7      |
| Поразка   | 12.  | Вер 1993 | Палермо, Італія                  | Ґрунт     | Хуан Гарат         | Серхіо Касаль Еміліо Санчес Вікаріо | 3–6, 3–6      |
| Перемога  | 9.   | Жов 1993 | Афіни, Греція                    | Ґрунт     | Орасіо де ла Пенья | Ройсе Деппе Джон Салліван           | 3–6, 6–1, 6–2 |
| Поразка   | 13.  | Січ 1994 | Джакарта, Індонезія              | Тверде    | Джим П'ю           | Йонас Бйоркман Ніл Борвік           | 4–6, 1–6      |